# Langeais
Langeais is een gemeente in het Franse departement Indre-et-Loire (regio Centre-Val de Loire). De plaats maakt deel uit van het arrondissement Chinon. Langeais telde op 1 januari 2022 4.370 inwoners.

## Bezienswaardigheden
- Kasteel van Langeais

## Geografie
De oppervlakte van Langeais bedroeg op 1 januari 2022 64,55 vierkante kilometer; de bevolkingsdichtheid was toen 67,7 inwoners per km².

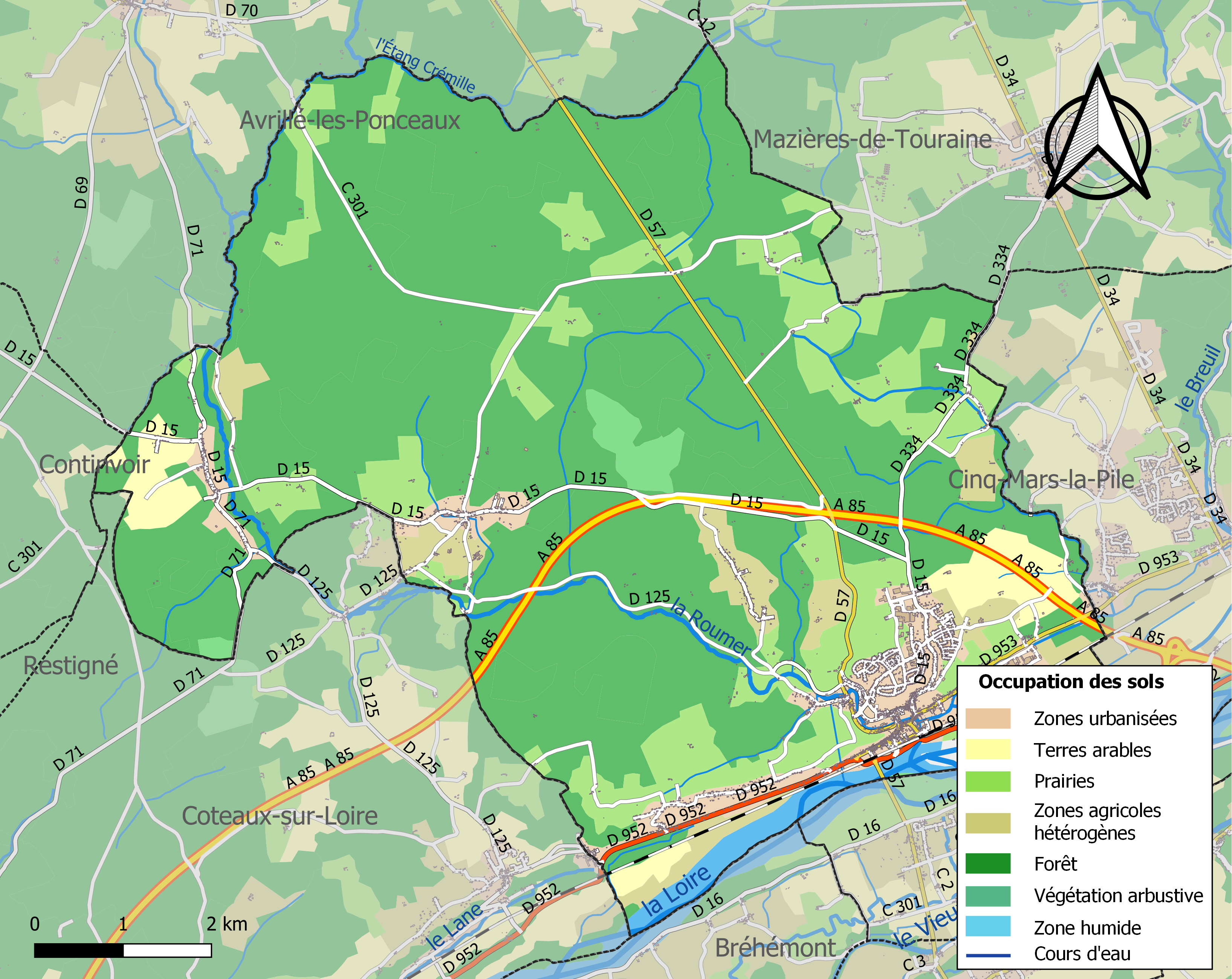
Kaart van de gemeente met belangrijkste infrastructuur, bodemgebruik en omliggende gemeenten

## Demografie
Onderstaande figuur toont het verloop van het inwonertal (bron: INSEE-tellingen).